# Placówka Straży Celnej „Maciejkowice”

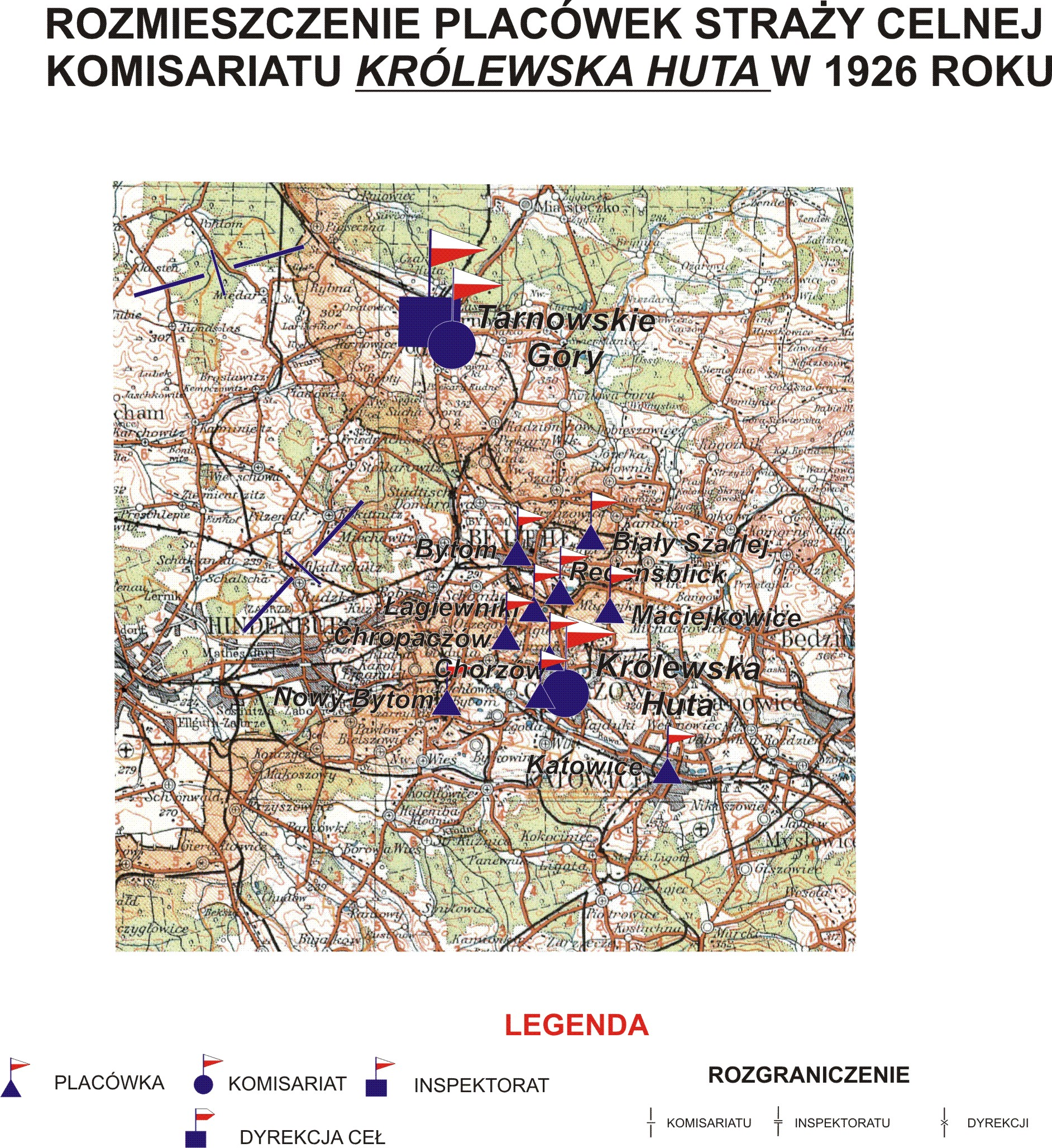
Rozmieszczenie placówek SC komisariatu Królewska Huta w 1926

Placówka Straży Celnej „Maciejkowice” – jednostka organizacyjna Straży Celnej pełniąca w okresie międzywojennym służbę ochronną na granicy polsko-niemieckiej.

## Formowanie i zmiany organizacyjne
Na wniosek Ministerstwa Skarbu, uchwałą z 10 marca 1920 roku, powołano do życia Straż Celną. Od połowy 1921 roku jednostki Straży Celnej rozpoczęły przejmowanie odcinków granicy od pododdziałów Batalionów Celnych. Proces tworzenia Straży Celnej trwał do końca 1922 roku. Placówka Straży Celnej „Maciejkowice” weszła w podporządkowanie komisariatu Straży Celnej „Królewska Huta” z Inspektoratu SC „Tarnowskie Góry”.
W drugiej połowie 1927 roku przystąpiono do gruntownej reorganizacji Straży Celnej. W praktyce skutkowało to rozwiązaniem tej formacji granicznej. Ochronę północnej, zachodniej i południowej granicy państwa przejęła powołana z dniem 2 kwietnia 1928 roku Straż Graniczna. W strukturach nowo powstałej formacji placówki „Maciejkowice” nie odtworzono.

## Funkcjonariusze placówki
Kierownicy placówki
| stopień    | imię i nazwisko, numer | okres pełnienia służby | kolejne stanowisko |
| ---------- | ---------------------- | ---------------------- | ------------------ |
| przodownik | Walenty Blałoniak (20) | był w 1926             |                    |

Obsada personalna placówki w 1926:
- przodownik Walenty Blałoniak (20)
- starszy strażnik Karol Lubos (567)
- starszy strażnik Paweł Wyleżoł (1069)
- starszy strażnik Jan Świerzy (711)
- strażnik Wilhelm Rembalski (840)
- strażnik Bronisław Anioł (7)
- strażnik Piotr Judycki (1171)
- strażnik Franciszek Kogut (491)
- strażnik Władysław Banaś (1232)
- strażnik Stanisław Woźniak (1306)
- strażnik Paweł Świerc (864)
- strażnik Konstanty Szampera (909)
- strażnik Józef Zielonka (1309)
- strażnik Stanisław Małobrody (1237)
- strażnik Kazimierz Prybiński (830)
- strażnik Franciszek Głuch (238)
- strażnik Jan Szulc (929)
- strażnik Franciszek Wojnar (1085)
- strażnik Ryszard Jaśko (394)
- strażnik Franciszek Piskuła (1284)
- strażnik Piotr Górnas (629)